# Atlas (dator)

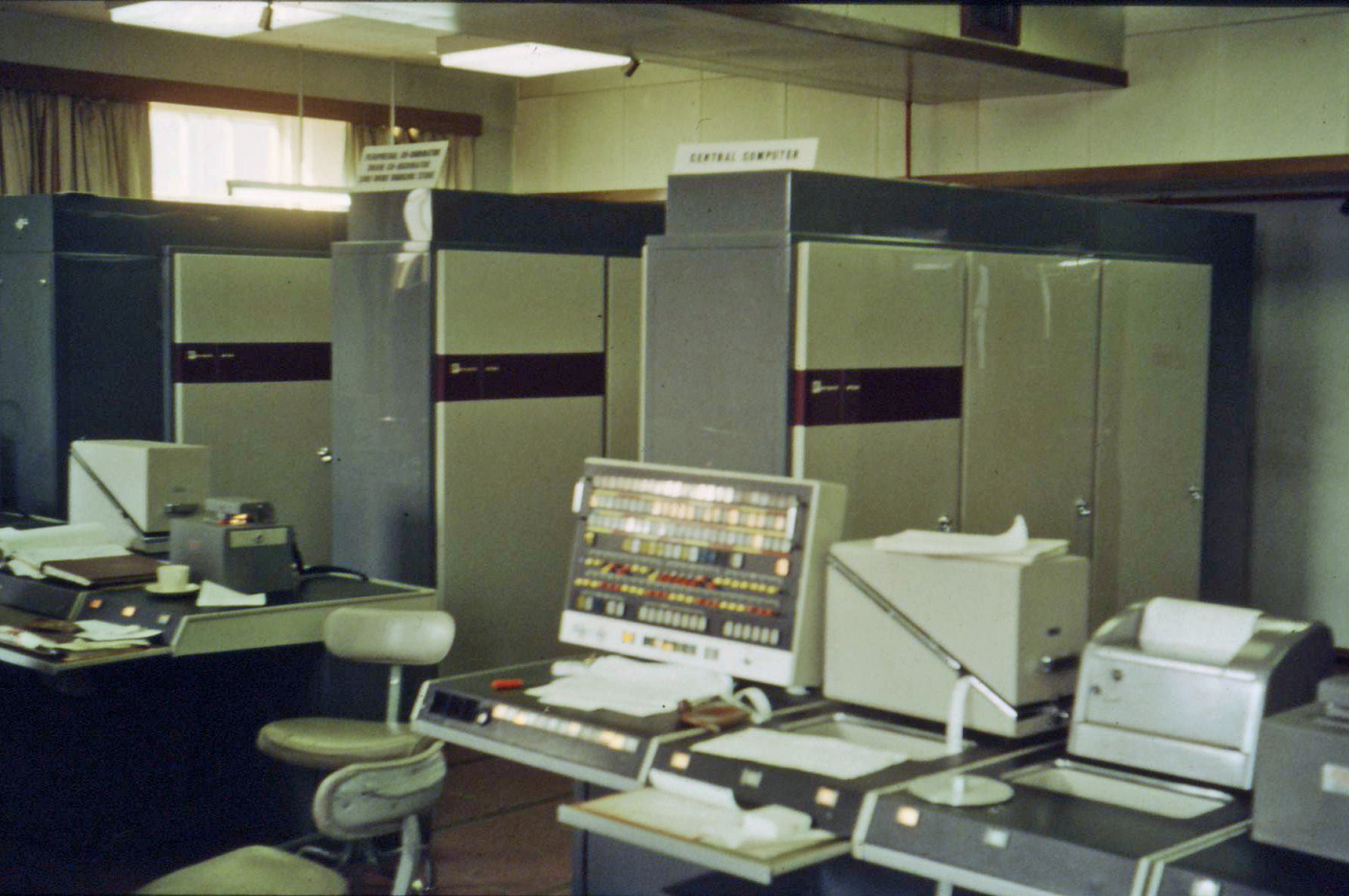
Atlasdatorn i januari 1963.

Atlasdatorn (eller Atlasmaskinen) var en av världens första superdatorer. Den konstruerades vid Victoria University of Manchester och togs i drift år 1962 och var i drift till 1971.
Atlasdatorn var den första datorn med hårdvara som stödde virtuellt minne med paging.
Atlasdatorn var en viktig inspirationskälla för den svenska datorn Censor 220.